# Moulineaux
Moulineaux és un municipi francès situat al departament del Sena Marítim i a la regió de Normandia. L'any 2007 tenia 880 habitants.

## Demografia

### Població
El 2007 la població de fet de Moulineaux era de 880 persones. Hi havia 344 famílies de les quals 76 eren unipersonals (40 homes vivint sols i 36 dones vivint soles), 88 parelles sense fills, 144 parelles amb fills i 36 famílies monoparentals amb fills.
La població ha evolucionat segons el següent gràfic:
Habitants censats

### Habitatges
El 2007 hi havia 384 habitatges, 349 eren l'habitatge principal de la família, 3 eren segones residències i 32 estaven desocupats. 253 eren cases i 129 eren apartaments. Dels 349 habitatges principals, 213 estaven ocupats pels seus propietaris, 129 estaven llogats i ocupats pels llogaters i 7 estaven cedits a títol gratuït; 6 tenien una cambra, 13 en tenien dues, 58 en tenien tres, 141 en tenien quatre i 131 en tenien cinc o més. 257 habitatges disposaven pel capbaix d'una plaça de pàrquing. A 176 habitatges hi havia un automòbil i a 150 n'hi havia dos o més.

### Piràmide de població
La piràmide de població per edats i sexe el 2009 era:
| Homes | Edats   | Dones |
| ----- | ------- | ----- |
| 0     | 95 o +  | 0     |
| 0     | 90 a 94 | 0     |
| 1     | 85 a 89 | 4     |
| 2     | 80 a 84 | 1     |
| 4     | 75 a 79 | 7     |
| 19    | 70 a 74 | 7     |
| 17    | 65 a 69 | 30    |
| 22    | 60 a 64 | 31    |
| 25    | 55 a 59 | 15    |
| 30    | 50 a 54 | 32    |
| 26    | 45 a 49 | 21    |
| 44    | 40 a 44 | 47    |
| 47    | 35 a 39 | 52    |
| 37    | 30 a 34 | 39    |
| 32    | 25 a 29 | 42    |
| 21    | 20 a 24 | 16    |
| 38    | 15 a 19 | 39    |
| 59    | 10 a 14 | 26    |
| 42    | 5 a 9   | 39    |
| 32    | 0 a 4   | 20    |

## Economia
El 2007 la població en edat de treballar era de 590 persones, 466 eren actives i 124 eren inactives. De les 466 persones actives 420 estaven ocupades (234 homes i 186 dones) i 46 estaven aturades (17 homes i 29 dones). De les 124 persones inactives 43 estaven jubilades, 45 estaven estudiant i 36 estaven classificades com a «altres inactius».

### Ingressos
El 2009 a Moulineaux hi havia 365 unitats fiscals que integraven 912,5 persones, la mediana anual d'ingressos fiscals per persona era de 19.433 €.

### Activitats econòmiques
Dels 21 establiments que hi havia el 2007, 1 era d'una empresa extractiva, 1 d'una empresa de fabricació d'altres productes industrials, 3 d'empreses de construcció, 3 d'empreses de comerç i reparació d'automòbils, 2 d'empreses de transport, 5 d'empreses d'hostatgeria i restauració, 2 d'empreses immobiliàries, 3 d'empreses de serveis i 1 d'una empresa classificada com a «altres activitats de serveis».
Dels 7 establiments de servei als particulars que hi havia el 2009, 1 era un guixaire pintor, 2 fusteries, 1 perruqueria i 3 restaurants.
L'únic establiment comercial que hi havia el 2009 era una botiga de menys de 120 m².

## Equipaments sanitaris i escolars
El 2009 hi havia 1 escola maternal i 1 escola elemental.

## Poblacions més properes
El següent diagrama mostra les poblacions més properes.